# Auguste-Honoré Gosselin
Pour les articles homonymes, voir Gosselin.
Auguste-Honoré Gosselin (29 décembre 1843- 14 août 1918) est un historien, un prêtre catholique et un professeur canadien.

## Biographie
Natif à Saint-Charles-de-Bellechasse, il étudia au petit séminaire de Québec et reçut l'ordre en septembre de 1866. 
Jusque 1868, il occupe le secrétariat diocésain de Québec, puis devient vicaire à la basilique-cathédrale Notre-Dame de Québec et curé des paroisses de Pont-Rouge et Côte-de-Beaupré.
En 1888, il complète son doctorat en littérature à l'Université Laval. Membre de la Société royale du Canada à partir de 1892, il se consacre entièrement à l'histoire à compter de 1893, année où il se retire dans sa paroisse natale. En 1897, il obtient son doctorat en droit canon à l'Université d'Ottawa.
Auteur de plusieurs biographies, il aura surtout le mérite d'avoir minutieusement recherché la vie de François de Montmorency-Laval, pour lequel il composa plusieurs livres. Son œuvre majeure est toutefois L'Église du Canada, un travail monumental qu'il fit paraître en cinq tomes. L'abbé Gosselin est aussi connu pour ses recherches sur le médecin et député Jacques Labrie. 
Conférencier et spécialiste de l'histoire ecclésiastique, il laissa derrière lui de nombreux manuscrits racontant sa vie, ses voyages et ses pensées. Le 29 décembre 1918, il est décédé à Saint-Charles-de-Bellechasse.

## Ouvrages publiés
- Vie de Mgr de Laval, premier évêque de Québec et apôtre du Canada : 1622-1708, Québec, 1890 ouvrage disponible sur le site d'Internet Archive.
- Jean Nicolet et le Canada de son temps (1618-1642), Québec, 1905 ouvrage disponible sur le site d'Internet Archive.
- M. Jean le Sueur : ancien curé de Saint-Sauveur-de-Thury, premier prêtre séculier du Canada, 1634-1668 ; 1894
- L'Église du Canada, Paris, 1895 ouvrage disponible sur le site d'Internet Archive.
- Les Normands au Canada. Jean Bourdon et son ami l'abbé de Saint-Saveur; épisodes des temps héroïques de notre histoire, Québec, 1904 ouvrage disponible sur le site d'Internet Archive.
- Henri de Bernières : premier curé de Québec, Imprimerie de l'Eure,  Evreux, 1896 ouvrage disponible sur le site d'Internet Archive.
- Mgr de Saint-Vallier et son temps, 1898 ouvrage disponible sur le site d'Internet Archive.
- Au pays de Mgr de Laval : lettres de voyage, Québec, 1910 ouvrage disponible sur le site d'Internet Archive.
- L'Église du Canada depuis Monseigneur de Laval jusqu'à la conquête, Québec, 1911 Vol. 1, Vol. 2 et Vol. 3 disponibles sur le site d'Internet Archive.
- L'Église du Canada après la conquête, 1916-1917
- La mission du Canada avant Mgr de Laval (1615-1659),Imprimerie de l'Eure,  Evreux, 1909 ouvrage disponible sur le site d'Internet Archive.
- Un bon patriote d'autrefois, le docteur Labrie, Québec, 1907 ouvrage disponible sur le site d'Internet Archive.
- Champlain et Hudson, Québec, 1910 ouvrage disponible sur le site d'Internet Archive.
- Jean Bourdon, 1634-1668, Evreux, 1892 ouvrage disponible sur le site d'Internet Archive.
- Juridiction exercée par l'archevêque de Rouen, Evreux, 1895 ouvrage disponible sur le site d'Internet Archive.
- Noces d'or de M. l'abbé W. Fréchette : ancien curé de Batiscan, 28 octobre, 1886, Montréal, 1887 ouvrage disponible sur le site d'Internet Archive.
- Colonisation dans le comté de Portneuf, Québec, 1892 ouvrage disponible sur le site d'Internet Archive.
- L'abbé Holmes et l'instruction publique, Ottawa, 1908 ouvrage disponible sur le site d'Internet Archive.
- Un soldat de Frontenac devenu Récollet, 1896 ouvrage disponible sur le site d'Internet Archive.